# Parque Nacional Mburucuyá
O Parque Nacional Mburucuyá está localizado no nordeste da província de Corrientes, na Argentina. Este parque possui 17.660 ha. Por suas características naturais, se trata de uma área representativa dos ecossistemas de Corrientes. O nome do parque, Mburucuyá, vem do guarani e faz referência à passiflora incarnata que tem um grande valor para os povos originários.
Sua localização faz com que uma de suas principais características seja as zonas úmidas. Então, o parque tem bastante água, regulação de inundações e secas, a remoção de lixo tóxico e a estabilização de microclimas. 

## História
Desde 5000 anos atrás, viviam no local povos originários de caçadores, que aproveitavam dos recursos naturais que o ambiente oferecia. Em épocas mais recentes, os guaranis, que habitaram a região, organizavam-se em aldeias onde cultivavam e recolhiam recursos para sua alimentação e intercâmbio com outras tribos. Entre os cultivos mais populares, pode-se citar milho, algodão, feijão, a erva-mate e a mandioca. 
A partir da usurpação do território pelos espanhóis, a relação de harmonia que mantinham os povos originários com o entorno natural se viu substancialmente modificada. A pecuária, a agricultura extensiva e o desmatamento de árvores seculares transformaram completamente o local.
Logo após a Segunda Guerra Mundial, Troels M. Pedersen viajou à Argentina para viver em terras que seu pai havia comprado nos anos 1920. Seu interesse pela flora do lugar e a possibilidade de realizar um pastoreio mais racional, contribuíram para reverter a destruição do ambiente. Sua ação concluiu com a doação das terras para a criação do Parque Nacional, com os objetivos de manter o ambiente e chamar à reflexão sobre a história do lugar.

## Recursos naturais
Nesta zona se pode apreciar características próprias de três regiões naturais distintas: a chaqueña, o espinal e a selva paranaense.
No geral, o parque abriga 150 espécies de aves, cervos, jacarés, mulas e felinos em geral; além de ter estepes de gramíneas, bosques e diversos tipos de palmeiras.